# Jon Kortajarena

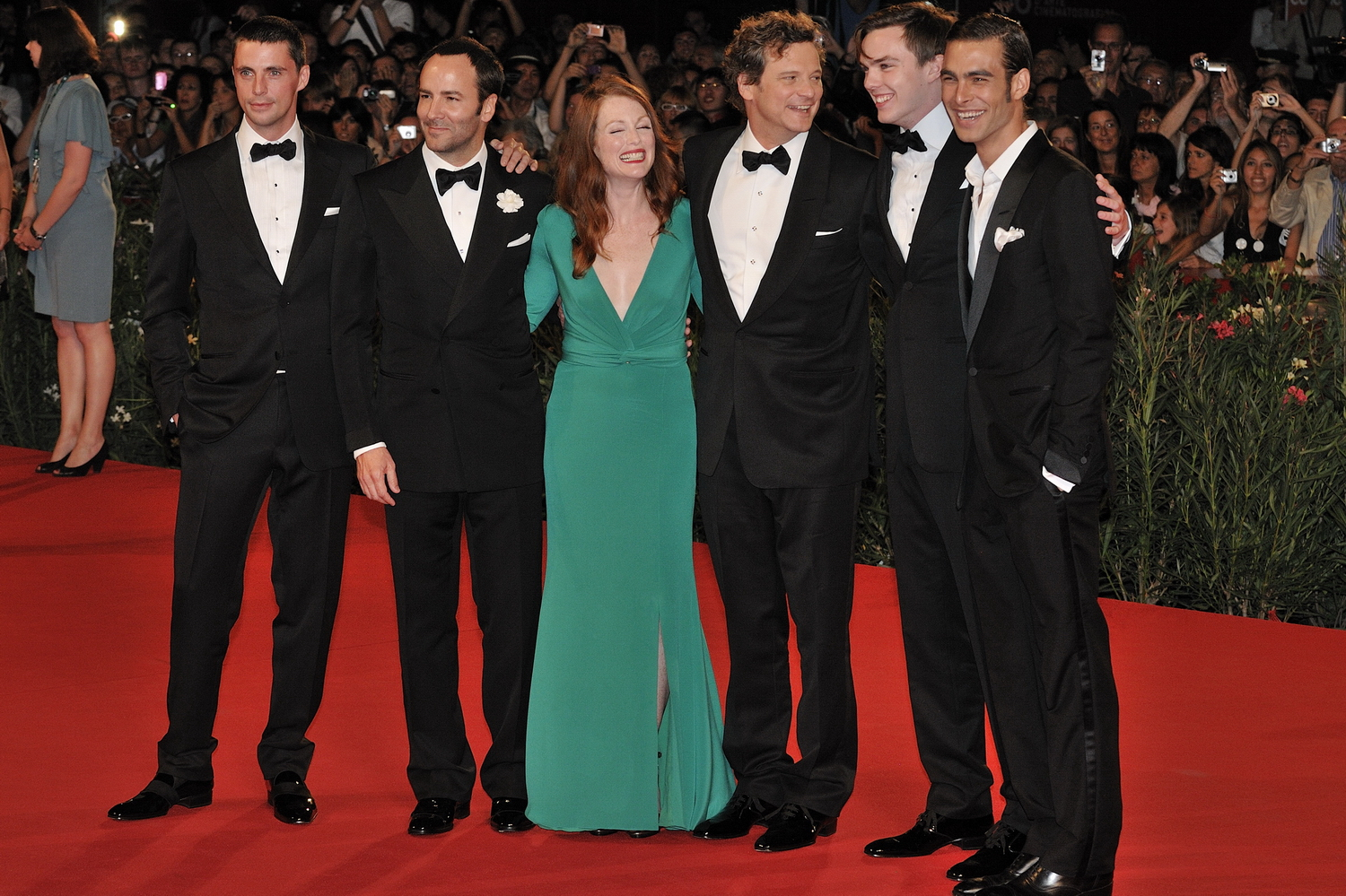
Jon Kortajarena a la presentació a la Mostra de Venècia de la pel·lícula A Single Man (2009).

Ramón Kortajarena Redruello, conegut com a Jon Kortajarena (Bilbao, Biscaia, 19 de maig del 1985) és un model basc.

## Biografia
Els seus inicis en el món de la moda van ser quan va conèixer un assessor de l'"Agència View" el 2003. Jon Kortajarena es va convertir fetitxe fotogràfic del dissenyador Roberto Cavalli. Va ser la campanya publicitària per a la firma Versace la que va donar-li l'oportunitat de tenir un lloc fix a la moda com un dels models de passarel·la més atractius internacionalment. A pasarel·les, campanyes publicitàrias y resvistes, Jon ha treballat per firmes com Uno de 50, Chanel, Jean-Paul Gaultier, El Corte Inglés, Giorgio Armani, Diesel, Ermenegildo Zegna, John Richmond, John Galliano, Dolce & Gabbana, Guess i Victorio & Lucchino, entre d'altres. És considerat el top 4 dels models internacionals, és a dir, el quart més atractiu de tots els models segons una revista estatunidenca.

## Cinema
El 2009 va participar com a actor a la pel·lícula de Tom Ford A Single Man, en la qual va compartir escenari amb Colin Firth i Julianne Moore encara que la seva participació no va durar més de 15 minuts.